# VTV1
VTV1 (Vughtse Televisie 1) was een commerciële lokale televisieomroep voor Vught en Cromvoirt. VTV1 bracht in de vorm van een kabelkrant en bewegende beelden (nieuwsuitzendingen), 24 uur per dag het actuele nieuws uit Vught en Cromvoirt. De kabelkrant werd ten minste eenmaal per dag aangevuld met laatste nieuwsfeiten en aanvullende berichten. Het nieuwsprogramma "Vught Vandaag" bracht elke dag nieuws over nieuws uit Vught en Cromvoirt. VTV1 was in de gemeente Vught te ontvangen via de kabel op kanaal 63+, frequentie 808,00 MHz. Op 11 november 2011 is VTV1 gestopt met uitzenden en is verdergegaan als TV73.

## Geschiedenis
Harrie van Vugt, oud-medewerker van de lokale omroep Avulo, is op 16 maart 1996 begonnen met de Vughtse Televisie. Sinds september 2007 is VTV1 verkocht aan Nol Roos van YIM Productions. Nol Roos kondigde op 31 augustus 2011 aan dat VTV1 op 11 november 2011 stopt met uitzenden.

## Programma's
- Vught Vandaag
- Het bloemetje van de week
- Vught Ter Zake
- Uit de oude doos
- Clown Jopie & Tante Angelique
- Het geheim van de vughtse heide
- Tussen koffie en Lunch

## Film
VTV1 heeft in 2009 YIM Productions de opdracht gegeven de film "Het geheim van de Vughtse Heide" te produceren.
Een compleet team van ongeveer 10 personen werkte achter de schermen aan de film.
Het verhaal en scenario is geschreven door Nol Roos die zijn motivatie uit eigen jeugd heeft gehaald. De hoofdpersonages zijn allen oude klasgenoten van de St Lucasschool in 's-Hertogenbosch. Een paar van de 10 hoofdpersonen van de film en serie zijn Rudi van Est, Willeke Hendriks, Marijke van Rooij, Lonki (iknol roos) en Tim, die een bijzondere band heeft met zijn overleden opa. De echte Willeke en Marijke zijn helaas door een auto-ongeluk om het leven gekomen. Een volwassen hoofdrol wordt vertolkt door Hans Pronk. Hij speelt Mijnheer (Ton) van Eik, destijds echt leraar 6e klas van de St Lucasschool in 's-Hertogenbosch. De andere hoofdrollen worden gespeeld door onder andere: Lois Timmermans, Fleur Drijvers, Mattia Vinciguerra, Gina Slenders en Jurre Duijf.
De film is op 26 september 2010 in première gegaan.